# 富士急山梨ハイヤー
富士急山梨ハイヤー株式会社（ふじきゅうやまなしハイヤー、Fujikyu Yamanashi Hire Inc. ）は、山梨県富士吉田市に本社を置く富士急グループのタクシー・乗合タクシー事業者である。

## 概要
山梨県の富士吉田・河口湖・山中湖・都留・大月地区を営業エリアとしてタクシーを運行している。
この他に、富士山駅と馬返を結ぶ乗合タクシーの運行や山梨県都留市の予約型乗合タクシーの受託運行も行っている。

## 沿革
- 1968年11月15日 - 設立[2]
- 2011年7月16日 - 馬返バスの運行を開始[6]
- 2011年10月17日〜12月16日 - 山梨県都留市でデマンド型乗合タクシー2路線（後のつる〜と東桂、つる〜と盛里）の実証運行を行う[7]
- 2012年10月1日 - 予約型乗合タクシーつる〜と東桂、つる〜と盛里の運行を開始[8]

## 本社および営業所

### 吉田営業所
- 住所：山梨県富士吉田市松山四丁目6番29号[2]
本社に併設している。営業エリアのうち、富士吉田・河口湖・山中湖地区を担当している[2]。

### 大月営業所
- 住所：山梨県大月市大月一丁目3番17号[2]
営業エリアのうち、大月地区と都留地区を担当している[2]。

## 乗合タクシー事業

### 馬返バス
- 富士山駅 - 北口本宮冨士浅間神社 - 中の茶屋入口 - 中の茶屋 - 馬返[4][9]

概ね5月 - 10月の土日祝日などに運行される。当路線は富士山駅から富士山吉田口登山道の馬返を結ぶ路線として開設された。馬返バス専用フリーパスが発売されている他、富士山駅 - 馬返間のみ往復運賃の設定がある。
2014年以前は中の茶屋 - 馬返間のみの区間便が運行されることもあった。区間便に乗車する場合、富士山駅 - 中の茶屋間は富士急山梨バス（当時）が運行する富士山世界遺産ループバスに乗車することとされ、富士山駅 - 馬返間の通し運賃でループバス・馬返バスともに乗車できるようになっていた。

### 予約型乗合タクシー
山梨県都留市で以下の予約型乗合タクシー2路線を運行している。乗車には事前に富士急山梨ハイヤーへの電話予約が必要となっている。なお、乗車停留所と降車停留所がともに富士急バスが運行する都留市内循環バスの運行区間内の場合は利用できない。
- 運行日: 毎日。ただし、12月31日 - 1月3日は運休[5]。
- 予約受付時間: 午前8時から午後5時まで[11]。
- 予約可能期間: 乗車日の1週間前から始発停留所発車時刻の30分前まで。ただし第1便は前日までの予約が必要[11]。
- 運行便数: 各路線3往復[5]。
- 運賃: 大人300円、小人150円、乳幼児無料。なお、障害者手帳を提示すると半額になる[11]。また、11枚綴り3000円の回数券が発売されている[5]。

これらの路線は都留市地域公共交通会議での検討をもとに2011年10月17日 - 12月16日の期間中の平日に実証運行が行われ、富士急山梨ハイヤーは実証運行に参加した。実証運行時の運賃は、大人100円、小人50円、乳幼児無料であった。
- つる〜と東桂
  - 砂原 - 境自治会館前 - 東桂駅前 - 十日市場駅前 - 大学入口 - 谷村町駅前 - 都留市駅 - 都留市立病院前[11]

当路線の運行開始に伴い、富士急山梨バス（当時）の砂原線（都留市立病院前 - 砂原）は2012年10月1日より運行を休止している[5]。
- つる〜と盛里
  - 曽雌東 - 大平自治会館 - 禾生駅前 - 赤坂 - 都留市駅 - 都留市立病院前[11]

当路線の運行開始に伴い、富士急山梨バス（当時）の曽雌・無生野線（都留市駅 - 無生野）は2012年10月1日より運行を休止している[5]。

## 車両

### タクシー
2020年5月現在、黒塗りの中型車両（4 - 5人乗り）が吉田営業所に30台、大月営業所に17台配置されている。車種はトヨタ・クラウンおよび日産・セドリック。また、ジャンボ車両（9人乗り）が吉田営業所に4台、大月営業所に2台配置されている。車種はトヨタ・ハイエースおよび日産・キャラバン。
この他にハイブリッドカーのトヨタ・プリウスが大月営業所に3台、トヨタ・プリウスαが吉田営業所に1台、トヨタ・ジャパンタクシーが吉田営業所に2台、トヨタ・エスクァイアが吉田営業所に14台、大月営業所に3台それぞれ配置されている。エスクァイアのみ6人乗りで、その他は4人乗りである。いずれも乗車料金は通常の中型車両と同一。また、ジャパンタクシーはユニバーサルデザインタクシーとして車椅子のまま乗車できる。

### 乗合バス
馬返バスでは9名乗りのワンボックスカーが使用される。